# Françoise Henry
Françoise Henry (* 16. Juni 1902 in Paris; † 10. Februar 1982 in Auxerre) war eine französische Wissenschaftlerin für frühe irische Kunst, Archäologin und Kunsthistorikerin. Während ihrer Zeit am University College Dublin gründete sie 1965 die Abteilung für Geschichte der europäischen Malerei, die sie bis zu ihrer Pensionierung 1974 leitete.

## Leben
Françoise Henry wuchs im Limousin auf. Sie war das einzige Kind von Jeanne Henry (geb. Clément) und René Henry, stellvertretender Kabinettschef des Präsidenten der französischen Abgeordnetenkammer, Professor an der École libre des sciences politiques und Schriftsteller. Ihr Vater verließ die Familie, als Françoise Henry noch klein war. Henrys Großvater, Charles Clément (1821–1887), war Kunstschriftsteller und Philosoph, und sein Einfluss wurde durch Henrys Besuche bei ihrer Großmutter in der Nähe von Paris spürbar.
Henry besuchte von 1914 bis 1920 das Lycée Molière in Paris und absolvierte anschließend sowohl die École du Louvre (1925) als auch die Sorbonne. Während ihres Studiums an der Sorbonne besuchte Henry Vorlesungen von Salomon Reinach, Robert Rey und Henri Hubert. Sie arbeitete als Assistentin von Hubert im Musée des Antiquités Nationales und wurde 1927 dort Mitarbeiterin. Eine ihrer Abhandlungen war eine umfassende Untersuchung der prähistorischen Gräber an der Côte d’Or. Während dieser Zeit wurde einer ihrer Lehrer, Henri Focillon, ihr Mentor.
1926 kam sie zum ersten Mal nach Irland, als sie für die École du Louvre eine Dissertation über irische mittelalterliche Schnitzkunst begann. Dieser Besuch inspirierte sie dazu, frühe irische Denkmäler zu studieren, wobei sie besonders von den Keltenkreuzen in Ahenny angetan war. Nach ihrer Rückkehr nach Paris ermutigte Focillon sie, ihr Studium der irischen Schnitzkunst fortzusetzen. Sie promovierte 1932 über dieses Thema. 1933 veröffentlichte sie La sculpture irlandaise pendant les douze premiers siècles de l’ère chrétienne mit einer Widmung an Focillon. Der Band wurde sofort als das wichtigste Referenzwerk anerkannt. In den folgenden Jahren ermöglichten die Stipendien der International Federation of University Women Henry Reisen und Studien. Sie reiste häufig nach Irland, aber auch nach Schottland und in Teile von Skandinavien. Sie gehörte zu der wachsenden Zahl von Wissenschaftlern, die sich mit keltischen Studien befassten, und profitierte von diesem Aufschwung. Während ihres Aufenthalts in Dublin wohnte sie in der Trinity Hall.
Von 1932 bis 1974 war sie am University College Dublin tätig, wobei sie 1932 ihre erste Anstellung in der französischen Abteilung erhielt. Ihr erstes größeres Werk, Irish art in the early Christian period, wurde 1940 veröffentlicht und konzentrierte sich auf ein Gebiet, das seit Margaret Stokes in den 1800er Jahren weitgehend unberührt geblieben war. Das Buch gibt einen Überblick über die irische Kunst von der Vorgeschichte bis zum zwölften Jahrhundert und umfasst Skulpturen, Manuskripte und Metallarbeiten. In den 1960er Jahren wurde es auf drei Bände erweitert und aktualisiert und zunächst auf Französisch und dann auf Englisch veröffentlicht.
Ab 1934 hielt Henry im Rahmen des Purser-Griffith-Stipendiums des Trinity College Dublin Vorlesungen über die Geschichte der europäischen Malerei. Im Jahr 1948 wechselte sie von der französischen Abteilung in die archäologische Abteilung und wurde Leiterin der Studiengänge für Archäologie und Geschichte der europäischen Malerei. Zu den Gelehrten, mit denen sie zusammenarbeitete, gehörten Cecil Louisa Curle und Geneviève Marsh-Micheli. An der UCD arbeitete sie mit Eoin MacNeill, R. A. Stewart Macalister, Gerard Murphy, Seán P. Ó Ríordáin und Ruaidhrí de Valera zusammen. Zu ihren engen Freunden, mit denen sie gemeinsame Forschungsinteressen teilte, gehörten Máirín Uí Dhálaigh, Mairín Allen und Frank O’Connor.
Während des Zweiten Weltkriegs war sie an der Evakuierung von Objekten aus französischen und Londoner Museen beteiligt und fungierte als Sekretärin der Kommission für die Erhaltung von Kunstwerken im besetzten Europa. Im weiteren Verlauf des Krieges arbeitete sie in einer Kriegsfabrik in England und war ab 1944 als Krankenwagenfahrerin in Frankreich tätig. Für diese Arbeit wurde sie 1947 mit der Mitgliedschaft in der Ehrenlegion ausgezeichnet.
Ab 1946 nahm Henry ihre Feldarbeit wieder auf, indem sie Denkmäler und einige Ausgrabungen an Stätten wie den Inishkea-Inseln und Glendalough erfasste. Als Ergebnis ihrer Arbeit verfügte die Abteilung für Archäologie über ein Fotoarchiv, das die frühchristliche Kunst Irlands sowie Vergleichsmaterial dokumentierte. Ihre bekanntesten Arbeiten, die auch einer breiteren Öffentlichkeit bekannt sind, waren Early Christian Irish Art (1954), Irish High Crosses (1964) und Book of Kells (1974). Nach ihrer Pensionierung an der UCD im Jahr 1974 wurde ihr eine Sonderausgabe der Studies: An Irish Quarterly Review gewidmet. Neben ihrer archäologischen Arbeit engagierte sich Henry auch im Bereich der zeitgenössischen Kunst. Sie organisierte 1962 eine große Retrospektive des Werks von Mainie Jellett und fungierte als Beraterin für eine Reihe von Gremien. Sie saß in den Räten der Freunde nationaler Institutionen und ab 1962 im Aufsichtsrat der National Gallery of Ireland.
Henry war eine der ersten vier Frauen, die 1949 Mitglied der Royal Irish Academy (RIA) wurden. 1963 erhielt sie die Ehrendoktorwürde der Universität Dublin und der National University of Ireland. Nach ihrer Pensionierung teilte Henry ihre Zeit weiterhin zwischen Irland und Frankreich auf. Sie starb 1982 in Auxerre.

## Nachleben
Henrys Nachlass befindet sich in der RIA, im UCD-Archiv und zum Teil in Privatbesitz. Eine Büste von Henry wurde 1982 von Domhnall Ó Murchadha in Sandstein gemeißelt. Ein Lesesaal in der School of Art History and Cultural Policy der UCD ist ihr zu Ehren benannt und enthält eine eigene kunsthistorische Bibliothek.
Henry gehörte zu einer Gruppe herausragender irischer Wissenschaftlerinnen, die im Rahmen der Ausstellung Women on Walls der RIA gewürdigt wurden.
Im Jahr 2016 wurde Henry zusammen mit der Physikerin Sheila Tinney, der Wissenschaftlerin Phyllis Clinch und der Literaturwissenschaftlerin Eleanor Knott in das „Women on Walls Project“ aufgenommen, das die ersten vier Frauen vorstellte, die Mitglieder des RIA waren. Am Freitag, dem 2. Juni 2017, wurde ein spezielles Symposium zu Ehren von Henry veranstaltet.
Im Jahr 2018 fand an der RIA eine Ausstellung mit Originalarbeiten, Notizen, Tagebüchern und Skizzen von Françoise Henry unter dem Titel „Françoise Henry und die Geschichte der irischen Kunst“ statt. Im April 2018 wurde in der Royal Irish Academy eine Library Lunchtime Lecture über Françoise Henry mit dem Titel Françoise Henry at UCD: Towards a history of Art History in Ireland gehalten.
Die Fotografien, die Henry der Conway Library zur Verfügung gestellt hat, werden derzeit vom Courtauld Institute of Art im Rahmen des Projekts Courtauld Connects digitalisiert.

## Schriften
Eine vollständige Bibliographie wurde bereits 1975 von Hilary Richardson für die Studies: An Irish Quarterly Review erstellt und von ihr 1985 bei der Herausgabe des 3. Bandes Sculpture and Architecture der Studies in Early Christian and Medieval Irish Art mit den Arbeiten von Henry ergänzt.